# Gary H. Kah
Gary H. Kah es un escritor de Estados Unidos de teorías de conspiraciones antimasónicas que denuncian la voluntad de la Naciones Unidas de promover un Nuevo Orden Mundial, un gobierno mundial y las premisas de la fundación de una religión global. Kah escribe de un punto de vista cristiano.

## Biografía
Fue miembro del World Constitution and Parliament Association de 1987 hasta 1991. Su primer libro, En Route to Global Occupation, fue una superventas.

## Teorías
Kah considera que los masones son la fuerza detrás de la agenda por un gobierno mundial único.

## Obras
Libros
- En Route to Global Occupation, Huntington House Publishers, diciembre de 1996.
- The Demonic Roots of Globalism, Huntington House Publishers, mayo de 1995.
- The New World Religion: The Spiritual Roots of Global Government, Hope International Publishing, febrero de 1999.

DVD
- The Seattle Conference 1992
- Toward A New Age/Interfaith Religion
- The Secret Power of Lawlessness
- Current Developments in the New World Order
- Israel, the Vatican, and the United States
- The History of the Occult